# Gaspar Coelho
Pour les articles homonymes, voir Coelho.
Gaspar Coelho (c. 1530 – 1590) est un missionnaire jésuite portugais qui a remplacé Francisco Cabral comme supérieur et vice-provincial de la mission jésuite au Japon à la fin du XVIe siècle.

## Biographie
Gaspar Coelho naît à Porto autour de 1530. Il est à Goa lorsqu'il entre dans la Compagnie de Jésus en 1556. Devenu prêtre en 1560 il est d'abord envoyé missionnaire à Socotra au large du Yemen puis à Chorao au nord de Goa. En 1572 il arrive au Japon pour devenir responsable des missions jésuites sur l'ile de Kysushu. Sa mission est fructueuse. Il baptise le seigneur local et les missionnaires baptisent un grand nombre de ses sujets faisait de l'ile la première région chrétienne du Japon en nombre de fidèles.
En 1581 il succède à Francisco Cabral à la tête de l'ensemble de la mission jésuite du Japon. Gaspar Coelho entretient alors des rapports controversés avec le maître du Japon de l'époque Toyotomi Hideyoshi. D'abord alliés Coelho exprimera ouvertement son hostilité à son égard lorsque Toyotomi promulgua en 1587 un édit d'expulsion des missionnaires chrétiens du pays.
Gaspar Coelho meurt à Kazusa.